# تدفئة طابقية

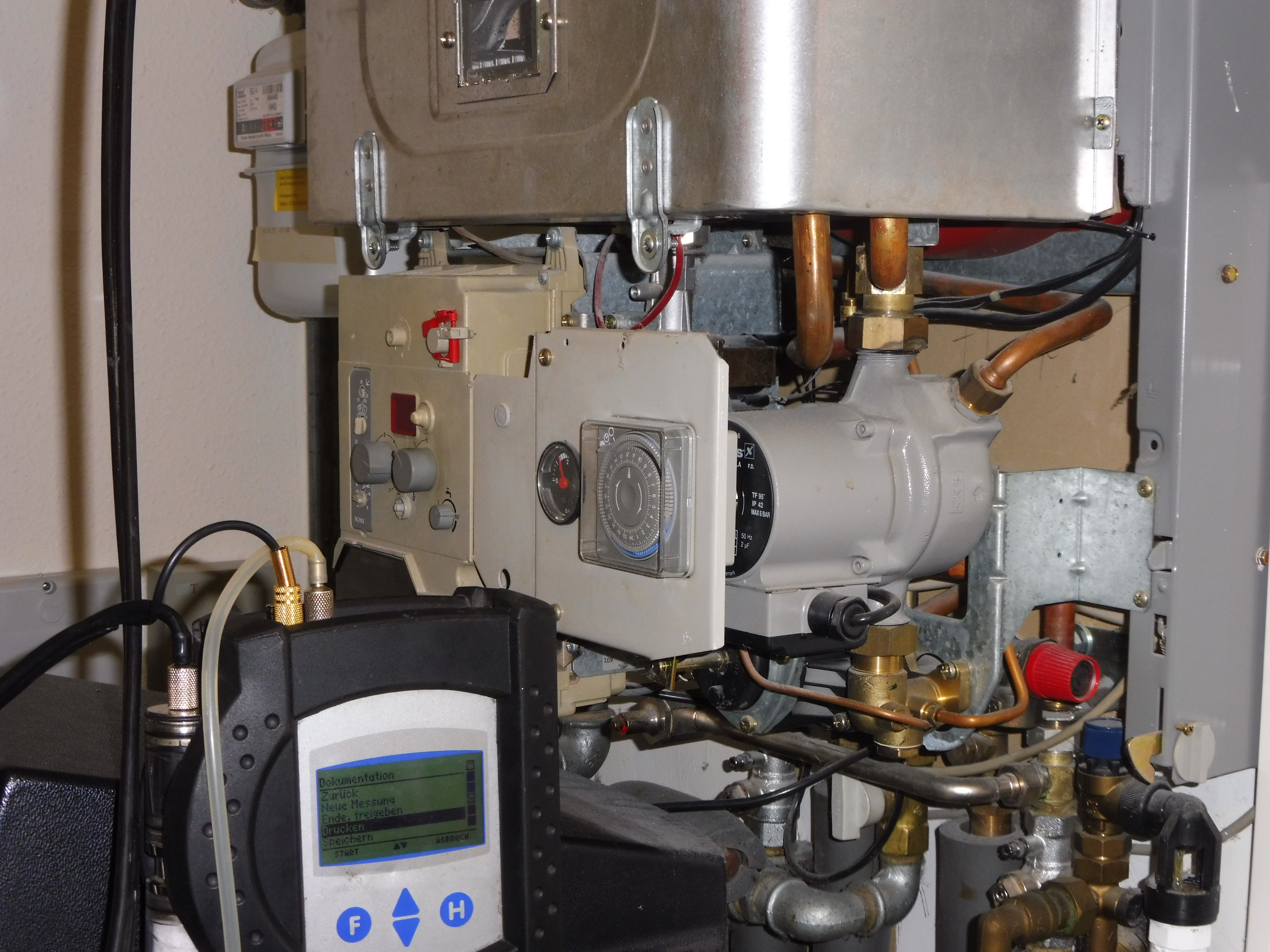
قياس التحكم في السخانات أو المراجل المنزلية

التدفئة الطابقية أو التدفئة الشققية هو نظام تدفئة لتوليد الحرارة لطابق واحد أو شقة (حتى إن كانت ممتدة على عدة طوابق).